# José Mourinho
José Mário dos Santos Mourinho Félix, vagy egyszerűen José Mourinho (Setúbal, 1963. január 26. –) portugál labdarúgóedző, jelenleg a Fenerbahçe vezetőedzője. A világ legismertebb és legsikeresebb edzőinek egyike. Négy csapata nyert egymás után bajnoki címet – kettőt a Portóval és kettőt a Chelsea-vel, továbbá a Portóval (2004-ben) és az Internazionaléval (2010-ben) Bajnokok Ligája és UEFA-kupa győztes is. Háromszor (2004-ben, 2005-ben és 2010-ben) választotta meg az IFFHS a világ legjobb edzőjének.

## Pályafutása

### Kezdetek
Mourinho fiatal korában labdarúgó szeretett volna lenni, de nem volt kiemelkedő tehetség, helyette 18 éves korában már az apjának segédkezett a meccsek elemzésénél. Ezek után Sir Bobby Robson másodedzője lett a Benficánál, és az angol tréner magával vitte a Barcelonához is. Robson távozása után Mourinho maradt a Barcánál, mint Louis van Gaal segítője, és ez nagyon pozitívan hatott a munkájára, mivel két teljesen más, de kiváló edzőtől tanulhatott. Hazaérkezve nem akart egyből egy nagy klubhoz szerződni, de a SL Benfica ajánlatának nem tudott nemet mondani. A csapattal vezették is a bajnokságot, de a tulajdonosváltást követően Mourinho mégis lemondott vezetőedzői pozíciójáról. A 2001-02-es szezonra a UD Leiria menedzsereként bravúrt hajtott végre, a korábban kiesőjelölt csapattal januárban már 3. helyen állt. Erre a teljesítményre felfigyelt az FC Porto vezetősége és szerződtette szezon közben a trénert.

### Porto (2002–2004)
Mourinho a szezon közben vette át a Portót, amely mindössze az ötödik helyen szerénykedett a bajnokságban, a hazai kupából és a BL-ből pedig már kiesett. A tréner végül a harmadik helyig vezette a portói gárdát, amelynél egy nagyon erős gerincet alakított ki – ebbe a magba tartozott Vítor Baía, Ricardo Carvalho, Costinha, Deco, Dmitri Alenichev, Hélder Postiga, illetve a kölcsönből visszatérő Jorge Costa. Korábbi játékosai közül Nuno Valente és Derlei csatlakoztak hozzá, valamint érkezett még többek között Paulo Ferreira és Maniche.
2002–2003
Az előszezon során Mourinho részletes tájékozódást adott az érdeklődőknek a klub hivatalos honlapján a csapat edzéseiről. A Porto egész éves játékát a magas letámadás jellemezte, melynek köszönhetően 27 győzelmet, 5 döntetlent és mindössze 2 vereséget produkált a gárda a bajnokságban. A 86 megszerzett pont toronymagas elsőséget eredményezett, hiszen a második Benfica 11 egységgel kevesebbet gyűjtött. A Porto mindemellett a hazai kupát és a Celtic ellenében az UEFA-kupát is megszerezte, mindkettőt 2003 májusában.
2003–2004
A következő szezon további sikereket hozott. A Porto megnyerte a Portugál Szuperkupát, igaz, az Európai Szuperkupában a Milan bizonyult jobbnak. A bajnokságban hazai pályán mindvégig veretlen maradt a Porto és már öt meccsel a vége előtt bebiztosította a bajnoki címet. A hazai kupadöntőben a Benfica legyőzte a Portót, de két hét múlva Mourinhóék feledtették a kudarcot, hiszen a BL döntőben 3-0-ra verték a Monacót. A döntőig vezető úton a portugál csapat kiejtette a Manchester United, a Lyon és a Deportivo de La Coruna gárdáját is. A tréner nem sokkal később elfogadta Roman Abramovics hívó szavát és a Chelsea menedzsere lett.

### Chelsea (2004–2007)
Mourinho 2004 júniusában érkezett az angol Chelsea-hez, ahol évi 4,2 millió fontos fizetésével (ami 2005-re 5,2 millióra emelkedett) az egyik legjobban fizetett menedzser lett. Érkezése után egy sajtókonferencián azt nyilatkozta: "Kérem ne nevezzenek arrogánsnak, de Bajnokok Ligáját nyertem, és úgy gondolom, én különleges vagyok." Így kapta a "The Special One", vagyis "A különleges" becenevet.
Mourinho a Portóból szervezte át a szakmai stábját a klubnál, a segédedző Baltemar Brito, a fitneszedző Rui Faria, a játékosmegfigyelő André Villas-Boas és a kapusedző Silvino Louro lett. Steve Clarke, az egykori Chelsea-játékos is a klubnál maradt, aki segédedzőként dolgozott már korábbi edzőknél a csapatnál. Mourinho tovább folytatta költekezés terén azt, amit előde, Claudio Ranieri abbahagyott. Több mint 70 millió fontot költött új igazolásokra; olyan játékosok érkeztek, mint Tiago Mendes (10 millió fontért) a Benficától, Michael Essien 24,4 millió fontért a Lyon-tól, Didier Drogba (24 millió fontért) az Olympique de Marseille-től, Mateja Kežman (5,4 millió fontért) a PSV Eindhoventől, és a Porto-páros, Ricardo Carvalho (19,8 millió fontért) és Paulo Ferreira (13,3 millió fontért).
2004–2005
Első szezonjában december elején a Chelsea a tabella első helyét foglalta el, és bekerültek a Bajnokok Ligája nyolcaddöntőjébe. Első trófeáját, a Ligakupát 2005 februárjában szerezte, mikor a csapata Cardiffban hosszabbítás után 3–2-re győzött a Liverpool ellen. A Chelsea tovább bővítette trófeáinak számát, mikor rekordok sorozatát felállítva 50 év után megszerezték újabb élvonalbeli bajnoki címüket,95 pontot gyűjtve és mindössze 15 gólt kapva. A Bajnokok Ligájában azonban elbukták a döntőbe jutást, miután a későbbi győztes Liverpool győzte le őket az elődöntőben egy vitatható góllal.
2005–2006
Az új szezon jól indult a csapat számára. A Szuperkupában 2–1-re győzték le az Arsenalt. Miután szinte az egész idényben a tabella első helyén álltak, a Manchester United elleni 3–0-s győzelemmel bebiztosították újabb bajnoki címüket. Ez volt Mourinho negyedik trófeája a klubnál. Miután a sikeredző megkapta a győzteseknek járó medálját, bedobta azt a nézők közé. Nem sokkal ezután újabb medált kapott, de az is a szurkolóké lett.
2006–2007
A 2006–07-es szezon kezdetekor felvetődött, hogy Mourinho elhagyja a klubot, mivel megromlott a viszonya a tulajdonossal, Roman Abramoviccsal, azonban tisztázta a félreértéseket, és azt nyilatkozta, hogy két esetben távozna: ha nem ajánlanának neki 2010 júniusáig új szerződést, vagy ha elbocsátanák. Majd kijelentette, a szezonban mind a négy trófea megszerzése lesz a cél, hogy a Chelsea legyen az első Angliában, akiknek ez sikerül.
A törésvonalak akkor kezdtek el a leginkább látszódni, mikor a klub leszerződtette Andrij Mikolajovics Sevcsenkot és Michael Ballackot. Utóbbi maximálisan bevált, azonban az ukrán már nagyon úgy tűnt, hogy túl van a csúcson (miközben Drogba élete formáját futotta); ennek köszönhetően Mourinho a szezon végén már egyáltalán nem is számolt vele.
A Mourinho körüli spekulációk ellenére a csapat ismét megnyerte a Ligakupát, ezúttal az Arsenalt győzték le 2–1-re a döntőben a Millennium Stadionban. Ennek ellenére a négy trófea megszerzése meghiúsult, mikor 2007. május 1-jén a Liverpool –két éven belül másodszor– kiütötte őket a Bajnokok Ligájából tizenegyesekkel az Anfielden, miután a két csapat összesítésben 1–1-re állt. Napokkal később a bajnoki címet is elbukták a Manchester Uniteddel szemben, mivel csak 1–1-es döntetlent értek el az Arsenal ellen az Emirates Stadionban 2007. május 6-án. A Chelsea az FA-kupában állhatott bosszút a Uniteden, mikor 1–0-ra győztek a döntőben Didier Drogba góljával. Ez volt a Chelsea negyedik, és Mourinho első FA-kupája, és az első döntő, amit az új Wembley Stadionban rendeztek. Mourinho ezzel az összes lehetséges kupát megnyerte a csapattal a Premier League-ben.
2007–2008
A következő szezon első mérkőzésén a Chelsea máris felállított egy új angol rekordot veretlen hazai mérkőzések tekintetében. A csapat 64 mérkőzéses rekordja a Liverpool rekordját múlta felül, akik 1978 és 1981 között voltak sorozatban veretlenek hazai pályán. Ennek ellenére a Chelsea szezonkezdése nem a vártnak megfelelően alakult. Kikaptak az Aston Villától, majd gól nélküli döntetlent játszottak hazai pályán a Blackburn Roversszel. Első Bajnokok Ligája mérkőzésükön is csak egy 1–1-es döntetlent értek el a norvég Rosenborg ellen.
Mourinho ezután 2007. szeptember 20-án váratlanul elhagyta a csapatot. Hat trófeát nyert három év alatt, valamint minden hazai bajnokin veretlen maradt a csapat. Mourinho 185 meccsen irányította a Chelsea-t, ebből 124-et megnyert, 40-szer kellett megelégednie döntetlennel és mindössze 21 alkalommal kapott ki.

### Inter (2008–2010)
Mourinho-t 2008. június 2-án nevezték ki az olasz Internazionale vezetőedzőjének, a csapatnál Roberto Mancini-t váltotta, és hároméves szerződést kötött. Első sajtókonferenciáján, 2008. június 3-án csak olaszul beszélt, amit elmondása szerint három hét alatt tanult meg. Segédedzőjének a korábbi Inter játékost, Giuseppe Baresi-t választotta, Rui Faria fitneszedző, Silvino Louro kapusedző és André Villas Boas megfigyelő lett, aki a Chelsea-nél és a Portonál is dolgozott együtt a portugál edzővel. Első interjújában kijelentette, hogy csak két-három új játékost szeretne igazolni csapatába a nyár folyamán. 2008. július 15-én a brazil Alessandro Faiolhe Amantino, vagyis Mancini lett Mourinho első igazolása, aki 12,5 millió euróért váltott klubot. 2008. július 28-án a ghánai középpályás, Sulley Muntari érkezett 14 millió euróért. 2008. szeptember 1-jén, a nyári átigazolási időszak utolsó napján Mourinho egy harmadik játékost is az Interhez hozott a portugál Ricardo Quaresma személyében 18 millió fontért. Annak ellenére, hogy többször is kijelentette, ismét együtt akar dolgozni Frank Lamparddal, az angol végül a Chelsea FC-nél maradt.
2008–2009
2008. augusztus 24-én Mourinho megnyerte első olasz trófeáját, az olasz szuperkupát, miután az Inter büntetőkkel 6–5-re győzte le az AS Roma csapatát. Ebben a szezonban bajnok lett az Interrel, de a BL-ből búcsúztatta őket a döntőben vereséget szenvedő Manchester United, és a kupából is kiestek. A közvélemény egyáltalán nem volt lenyűgözve José első olaszországi szezonjától, hiszen ezúttal sem történt meg az oly régóta várt nemzetközi áttörés.
Mourinho a szezon során beszólt Spallettinek (Roma), Ancelottinak (Milan) és Ranierinek (Juventus); utóbbi kettőnek felrótta 2009 márciusában, hogy semmit nem fognak nyerni a szezon végén. Emellett pedig intellektuális prostitúcióval vádolta a sajtót, akik szerinte a riválisok oldalán álltak.
Néhány UEFA szabályozás miatt Mourinho rendszeres lehetőséget adott olyan fiatal játékosoknak, mint Mario Balotelli vagy Davide Santon. Az ifjak így már tevékeny részesei voltak a megnyert bajnoki címnek.
2009–2010
Mourinho kérésére az elnök, Massimo Moratti jelentős erősítéseket hozott: érkezett Diego Milito és Thiago Motta a Genovától, Wesley Sneijder a Real Madridtól, Lúció az FC Bayern Münchentől, és az FC Barcelona-tól Samuel Eto’o (illetve több mint 40 millió euró) Zlatan Ibrahimovićért.
Mourinho a szezon előtt már hallatott magáról, mikor összekülönbözött Marcello Lippivel az Inter bajnoki esélyeit illetően, valamint Fabio Cannavaróval azzal kapcsolatban, hogy Santonnak mennyit kellene játszania.
Az Olasz Szuperkupát a Lazio nyerte és a bajnoki nyitány sem sikerült tökéletesen, azonban november végére az Inter már 30 rúgott gólnál tartott; a második fordulóban 4-0-ra gázolták el a városi rivális Milant, később pedig 5 gólt rúgtak a Genoának.
A portugál tréner híresen elégedetlen volt az olasz játékvezetők tevékenykedésével. Mindez a Sampdoria elleni, gólt nem hozó döntetlen során bontakozott ki leginkább, mikor is két Inter játékost is kiállított a játékvezető, valamint egy tizenegyest sem adott meg a milánóiaknak. Mourinho bilincset formált a kezeivel, melynek köszönhetően az Olasz Szövetség három fordulóra eltiltotta.
A Mario Balotellivel zajló folyamatos konfliktusok sem segítettek Mourinhónak, azonban a csapat így is képes volt idegenben kiharcolni a BL negyeddöntőbe jutást a portugál előző csapata, a Chelsea ellenében.
2010 április hatodikán Mourinho lett az első edző, aki három különböző csapatot is BL elődöntőig juttatott, miután az Inter 2-0-ás összesítéssel túljutott a CSZKA Moszkván.
Április 28-án Mourinho karrierje során másodszor jutott be a Bajnokok Ligája döntőjébe, miután az Inter 3-2-es összesítéssel felülmúlta a Barcelonát. A milánói csapat 38 évet követően ért el újra a döntőig.
Május 5-én az Inter megnyerte az Olasz Kupa döntőjét, május 16-án pedig a Siena elleni győzelemmel bebiztosították bajnoki címüket.
Május 22-én az Inter 2-0-ra legyőzte a német Bayern München-t a Bajnokok Ligája döntőjében, ezzel a kék-feketék lettek az első olasz csapat, amely triplázni tudott egy szezonon belül. Mourinho ráadásul korábbi mesterét, Louis van Gaalt győzte le a Bernabeuban megrendezett találkozón.
Nem sokkal később a portugál bejelentette, hogy nem tud nemet mondani a Real Madrid hívásának, így május 28-án hivatalosan is elhagyta az Intert. Két év alatt 2 bajnoki címet, 1 Olasz Kupát, 1 Olasz Szuperkupát és egy Bajnokok Ligáját nyert a csapattal.

### Real Madrid (2010–2013)
2010 május 28-án hivatalossá vált, hogy Mourinho váltja Manuel Pellegrinit a Real Madrid kispadján. Ugyan a 2009/10-es szezonban a királyiak 96 pontot gyűjtöttek a bajnokságban, de így is csak másodikak lettek, miközben a kupában egy másodosztályú csapat búcsúztatta őket és a BL-ben is már a legjobb tizenhat között elköszöntek. Ezek az eredmények főleg úgy nem voltak elfogadhatóak, hogy már Cristiano Ronaldo és Kaká is a Realt erősítették.
A portugál vezetőedző négy új játékossal erősítette meg a keretet: érkezett két német, Sami Khedira (13 millió euróért), Mesut Özil (15 millió), a portugál védő és korábbi játékos Ricardo Carvalho (8 millió) és az argentin szélső Ángel Di María összesen 36 millió euróért.
2010–2011
Mourinho első meccse a Real kispadján gól nélküli döntetlent hozott a Mallorca ellen. Mikor a Levante és az Auxerre elleni mérkőzések után a kihagyott helyzetekről kérdezték, a portugál azt felelte, hogy valamelyik ellenfelük csúnyán rá fog fázni az eddig kihagyott helyzeteikre. Szavait alátámasztották a következő mérkőzések, mikor kétszer is hat gólt szerezve gázoltak át aktuális ellenfelükön.
Első ,,El Classicóján'' a Camp Nouban a Barcelona 5-0-al küldte haza a Real Madridot. A BL-ben ugyan magabiztosan jutott tovább a csoportkörből az együttes, de Mourinhót két meccsre eltiltották, mivel arra biztatta játékosait az Ajax elleni mérkőzésen, hogy gyűjtsék be az eltiltást érő sárga lapjukat.
Április 20-án Mourinho megnyerte első trófeáját, a Copa del Reyt a Real kispadján, mégpedig a Barcelonával szemben a Mestalla stadionban. A győztes találatot Cristiano Ronaldo szerezte a hosszabbításban, így a Real 18 évet követően nyerte meg újra ezt a serleget.
Egy héttel később a két csapat a BL elődöntőjében találkozott. 2003 után a Real most volt képes először idáig eljutni. A párharcot (és a Bajnokok Ligáját is) a Barcelona nyerte.
A bajnokságot a második helyen zárta a Mourinho-féle Real Madrid.
2011–2012
2011 december 7-én a Real legyőzte az Ajaxot, ezzel pedig hat győzelemmel és száz százalékos mérleggel jutott tovább BL csoportjából.
2012 április 21-én a Real 2-1-re nyert a Camp Nou-ban a Barcelona ellen, ezzel hét pontra növelve előnyüket a tabellán, négy meccsel a vége előtt. Mourrinhóék végül 100 pontot gyűjtve magabiztosan lettek bajnokok, ráadásul 121 rúgott góljukkal rekordot döntöttek.
A BL-ben zsinórban másodszor jutott el a csapat az elődöntőig. A Real 3-3-as összesítés után büntetőpárbajra kényszerült a Bayern München ellen, amelyet a németek nyertek – Sergio Ramos, Kaká és Cristiano Ronaldo is kihagyta a saját tizenegyesét.
2012–2013
A 2013-as évet egy szuperkupa győzelemmel kezdték, ezzel Mourinho megnyert minden lehetséges spanyol trófeát. Mourinho lett ezzel az első edző, aki négy különböző országban is megnyert minden lehetséges hazai kupát – szuperkupa, kupa, ligakupa (amennyiben van) és bajnokság.
A királyi gárda zsinórban harmadszor jutott el a BL elődöntőig, azonban az odavágón 4-1-re kikaptak a Dortmund otthonában. A visszavágón az utolsó tíz percben két gólt szerzett a Real, de ez kevés volt a döntőbe jutáshoz.
Mourinho a szezon során összeveszett Sergio Ramosszal, padoztatta Iker Casillast, valamint Ronaldóval is megromlott a viszonya – azzal vádolta honfitársát, hogy az már nem fogadja el a kritikát, mivel tökéletesnek hiszi magát. Mindemellett Mourinho folyamatosan a játékvezetőket hibáztatta, egy emlékezetes incidens során majdnem kinyomta a Barcelona kötelékébe tartozó Tito Vilanova szemeit, illetve az UEFA szervezetét is számos alkalommal kritizálta, mivel szerinte jó néhány alkalommal részesítették előnyben a Barcelonát.
Az Atletico Madrid ellen elbukott Copa del Rey döntőt követően Mourinho kijelentette, hogy ezidáig ez a legrosszabb szezonja. A bajnokságban a királyiak másodikak lettek, nem tudták megvédeni címüket. Május 20-án hivatalosan is bejelentették, hogy a portugál elhagyja a Real Madridot.

### Visszatérés a Chelsea-hez (2013–2015)
2013. június 3-án jelentették be, hogy ismét Mourinho lesz a Chelsea FC menedzsere, és hogy egy négyéves szerződést írt alá.
2013–2014
Londoni visszatérése egy Európai Szuperkupa meccsel indult, melyet csapata tizenegyesekkel bukott el a Bayern ellen.
A bajnokságot egy 2-0-ás győzelemmel indították a Hull City ellen, hazai pályán. 2014 január 29-én Mourinho csapata gól nélküli döntetlent játszott a West Hammel hazai pályán, melyet követően a portugál azzal vádolta a kalapácsosokat, hogy 19. századi futballt játszanak. Április 19-én Mourinho elszenvedte első hazai vereségét a Chelsea menedzsereként a bajnokságban, a Sunderland nyert a Stamford Bridge-en 2-1-re.
Mourinho a szezon során egyáltalán nem volt hajlandó bajnokesélyesként emlegetni csapatát, mely szerinte átmeneti időszakon ment épp keresztül. A portugál emlékezetes cselekedete volt az is, hogy eladta a korábbi évek kulcsemberét, Juan Matát. A kékek végül harmadikok lettek a bajnokságban, négy ponttal lemaradva a bajnok Manchester City mögött.
A csapat a BL-ben egészen a legjobb négyig jutott, ahol az Atletico jelentette a végállomást.

### 2014–2015
A szezon előtt csatlakozott a csapathoz Diego Costa, Cesc Fàbregas, és Thibaut Courtois, a Mourinho által kért erősítések tehát megérkeztek.
Március 1-én a Tottenham feletti 2-0-s sikerrel megnyerték a ligakupát, ami Mourinho első trófeája volt újbóli kinevezése óta. A BL-ből már a legjobb 16 között búcsúzni kényszerültek, ám a Premier League-ben megállíthatatlan volt a Mourinho-féle Chelsea. Miután áprilisban legyőzték a Louis van Gaal irányította Manchester Unitedet 1-0-ra a Stamford Bridgen, gyakorlatilag biztossá vált, hogy a szezon bajnoka a Chelsea lesz. Ez végül május 3-án vált hivatalossá, miután otthon Eden Hazard tizenegyes góljának köszönhetően 1-0-ra megverték a Crystal Palace csapatát, s így matematikailag is bebiztosították ötödik bajnoki címüket, amit az utolsó fordulóban ünnepelhettek, miután 3-1-re legyőzték a Sunderlandet hazai pályán. A Chelsea végül 87 ponttal toronymagasan lett bajnok, hiszen a második helyezett Manchester City csak 79 pontot gyűjtött. Mourinho tehát a 4-2-3-1-es felállással ismét egy könyörtelen csapatot épített, amely a bajnokság során mindössze csak 3 vereséget szenvedett.

### 2015–2016
José Mourinho a harmadik szezonját kezdte a Chelsea edzőjeként, azonban a jelentős érkezők nélküli nyár aggodalomra adhatott okot. Az első fordulóban az ismét dobogóra várt csapat csupán 2-2-es döntetlent ért el a Swansea ellen. A meccs közben Mourinho heves vitába keveredett a Chelsea nevezetes doktornőjével, Eva Carneiroval, akit később el is bocsátott a klubtól. Ez az incidens alapozta meg a lejtőn való megindulást. Az első tizenkét fordulóban mindössze 11 pontot szerzett a csapat, és kilencet elbukott az idény első 16 bajnokijából. Miután decemberben kikapott az általa korábban oly sokszor kritizált Claudio Ranieritől, aki később mindenki csodálkozására bajnokot csinált a Leicester Cityből, Roman Abramovics kénytelen volt meneszteni Mourinhót.

### Manchester United (2016–2018)
2016. május 27-én hivatalosan is bejelentették, hogy az elkövetkező három évben José Mourinho lesz a Manchester United FC menedzsere.
2016–2017
A portugál érkezését követően olyan játékosok jöttek a klubhoz, mint a rutinos, szinte már mindent megnyerő Zlatan Ibrahimović, a világ egyik legjobb középpályásának tartott Paul Pogba, a Dortmundban remekelő Henrih Mhitarján, valamint a tehetséges védő, Eric Bailly. Mourinho manchesteri korszaka rögtön egy trófea megszerzésével kezdődött – a csapat a tavalyi bajnok Leicestert múlta felül a Community Shieldben. A bajnokságot is zsinórban három győzelemmel kezdték, a válogatott szünet után azonban jelentősen megváltoztak a dolgok. 2016 szeptember 11-én Mourinho elvesztette első Manchesteri derbijét, október 26-án pedig először tért vissza a Stamford Bridge-re előző évi menesztése után; egy 4-0-ás vereséggel kellett távoznia. Október 26-án viszont sikeresen vívta meg második városi derbijét, melyet csapata 1-0-ra nyert a Ligakupában. A kiírásban egészen a döntőig meneteltek a vörös ördögök, melyet meg is nyertek 3-2-re a Southampton FC ellen, többek között Zlatan Ibrahimović duplájának köszönhetően. Tavasszal aztán nyilvánvalóvá vált, hogy a következő évi BL szereplés csak az Európa Liga győzelemmel lesz abszolválható. Ez végül be is következett, a vörösök az Ajaxot múlták felül a döntőben, így a bajnokságban elért hatodik hely ellenére kvalifikálták magukat a Bajnokok Ligájába. Mourinho egy év alatt tehát rögtön három trófeát nyert.
2017–2018
A nyáron aztán tovább folytatódott a csapat megerősítése. Az áprilisban súlyos sérülést szenvedő Ibrahimovic helyére érkezett az Evertonból Romelu Lukaku, a középpályára a Chelsea-ben kulcsembernek számító Nemanja Matić, a védelembe pedig egy újabb láncszem, Victor Lindelöf személyében. Ugyan az Európai Szuperkupában alulmaradtak a vörösök a Real Madriddal szemben, a bajnokság és a BL kifejezetten jól indult a United számára. Januárban újabb nagy üzlet köttetett – az Arsenalnál boldogtalan Alexis Sánchez érkezett a Unitednél kevés lehetőséget kapó Henrih Mhitarján helyére. Ugyan a United második lett a bajnokságban, így is csúnyán lemaradt a városi rivális City-től. A BL-ben csoportelsőként jutott tovább a gárda az egyenes kieséses szakaszba, ahol viszont rögtön el is búcsúztatta őket a némileg talán alábecsült Sevilla FC az Old Traffordon. A párharc után nem sokkal egy sajtótájékoztatón a portugál a United futball örökségét okolta a kiesésért. Az FA Kupa lehetett volna az egyetlen trófea, amit felemelhetett volna a csapatkapitány, Michael Carrick a szezon végén, azonban a döntőben a Chelsea FC jobbnak bizonyult. Mourinho így tőle nem megszokott módon kupa nélkül zárta második szezonját aktuális csapatánál, ugyanakkor hosszú évek után a United újra dobogóra állhatott a bajnokságban.
2018–2019
Mourinho a szerződésének meghosszabbítása, illetve a kora-tavaszi Bl kiesés után számos alkalommal kritizálta magát a klubot, illetve a vezetőséget is. Nyáron nem érkeztek olyan erősítések, akik rutinjukkal és tapasztalatukkal előrelépést jelenthettek volna – a portugál mindezt számos alkalommal szóvá is tette. December közepén a csapat a hatodik helyen állt a bajnokságban, a LigaKupában pedig rögtön az első fordulóban kihullott, mégpedig a korábbi tanítvány, Frank Lampard és a Derby County keze által. A BL-ben sikerült a továbbjutás egy nagyon nehéz csoportból, ráadásul a United képes volt idegenben legyőzni a Juventust, melyet követően a portugál gúnyosan megköszönte a zebrák szurkolóinak ,,támogatását´´. Mivel Mourinho körül túl feszültté vált a levegő, ráadásul a bajnokságban sem remekelt a gárda, december közepén, nem sokkal karácsony előtt menesztették a portugált.

### Tottenham Hotspur (2019–21)
2019. november 20-án kinevezték a Tottenham Hotspur vezetőedzőjének, a menesztett Mauricio Pochettino helyére.
2019-2020
Fogadtatása vegyes érzelmeket keltett a szurkolókban, de az Amazon által forgatott All or Nothing sorozatban való munkája népszerűbbé tette. Első 3 találkozóját egyaránt megnyerte, legalább ezen meccseken legalább 3 gólig jutott csapatával. December közepén csapott össze előző csapatával, a Manchester United-el az Old Traffordon, ahol 2-1-es vereséget szenvedett. A Bajnokok Ligájában összejött a csoportból való tovább jutás a Bayern München mögött, ami után a legjobb 16 között az RB Leipzig 4-0-ás összesítéssel megállította a londoniakat. Guardiola Manchester Cityje ellen 2-0-ra diadalmaskodott februárban. Emellett az FA-kupa ötödik körében büntetőkkel maradtak alul hazai pályán a Norwich City ellenében. Dele Alli kegyvesztetté vált az irányítása alatt, mint más játékosok is a portugál egyéb állomás helyein is. Felemás eredmények ellenére, valamint egy szép hajrát produkálva a PL-ben, csapatával a 6.helyen zárta a szezont.
2020-2021
A szezont erősítéssel kezdte a klub, kölcsönbe visszatért Gareth Bale, valamint csatlakozott a francia Tanguy Ndombele a középpályára. Ez is hatása lehetett az ígéretes idény kezdetnek, ezt jól mutatja az Old Traffordon való 6-1-es diadal. Guardiola felett újra győzedelmeskedni tudott. Sikerült a városi rivális Arsenalt is 2-0-ra legyűrni, ezzel Mourinho lett a második edző, aki sikerrel vette első kettő észak-londoni derbijét. Kezei alatt termelte a gólokat a Harry Kane, Son Heung-min páros. Ezeknek köszönhetően a csapat a szezonközben élre is tudott állni, ám ez nem volt hosszú életű. Idővel gyűltek a vereségek és pofonok. Az Európa Ligában a negyeddöntőig menetelt csapatával, ahol a Dinamo Zagreb ellen az első mérkőzésen megszerzett két gólos előny ellenére, a visszavágón elszenvedett vereség hatására meglepetésre kihullott a csapat. Mourinho az utolsó 19 mérkőzéséből, csak 7-et tudott sikerrel venni. Felelősségét viszont nem vállalta a rossz szereplésért. Az Everton elleni 2-2-es találkozó után menesztették, kevesebb mint 1 héttel a Manchester City ellen kiírt Carabao cup döntő előtt.
A portugál hosszú idő után kupa nélkül maradt, ami nem rá volt jellemző. Második idényében 20 pontot bukott nyertes helyzetből a bajnokságban, ami a legtöbb abban az idényben a Premier Leagueben. 2010 után kapott 5 gólt, ám ez az Everton ellen megtört. 1,6-os pont átlagot ért el a Spurs edzőjeként, ahol 58 PL mérkőzéséből 27 győzelmet könyvelhet megáénak.

## Sikerei, díjai
- FC Porto (2002–2004):
  - Portugál bajnokság (2): 2002–2003, 2003–04
  - Portugál kupa (1): 2002–03
  - Portugál szuperkupa (1): 2003
  - Bajnokok Ligája (1): 2003–04
  - UEFA-kupa (1): 2002–03
- Chelsea (2004–2007, 2013–2015):
  - Angol bajnokság (3): 2004–05, 2005–06, 2014–15
  - Angol kupa (1): 2006–07
  - Angol ligakupa (3): 2004–05, 2006–07, 2014–15
  - Angol szuperkupa (1): 2005
- Internazionale (2008–2010):
  - Olasz bajnokság (2): 2008–09, 2009–10
  - Olasz kupa (1): 2009–10
  - Olasz szuperkupa (1): 2008
  - Bajnokok Ligája (1): 2009–10
- Real Madrid (2010–2013):
  - Spanyol kupa (1): 2010–11
  - Spanyol bajnokság (1): 2011–12
  - Spanyol szuperkupa (1): 2012–13
- Manchester United (2016–2019):
  - Community Shield (1): 2016
  - Angol ligakupa (1): 2016–17
  - Európa-liga (1): 2016–17
- AS Roma (2021–2024):
  - UEFA Konferencia Liga (1): 2021–22
- Egyénileg:
  - Portugál bajnokság Év edzője (2): 2002–03, 2003–04
  - Premier League – Az év menedzsere díj (2): 2004–05, 2005–06
  - Premier League – A hónap edzője díj (3): 2004. november, 2005. január, 2007. március, 2020. november
  - Serie A Év edzője (1): 2009
  - UEFA-bajnokok ligája Év edzője (2): 2002–03, 2003–04
  - UEFA Év csapata Év edzője (4): 2003, 2004, 2005, 2010
  - World Soccer Magazine Év edzője (3): 2004, 2005, 2010
  - BBC Év személyisége, edzői díj (1): 2005
  - IFFHS Év edzője (3): 2004, 2005, 2010
  - La Gazzetta dello Sport Év embere (1): 2010
  - FIFA Aranylabda A legjobb edző (1): 2010

## Statisztika
2023. november 12-én lett frissítve.
| Benfica           | portugál | 2000. szeptember 20. | 2000. december 5.    | 11   | 6   | 3   | 2   | 54.55 |
| União de Leiria   | portugál | 2001. április 14.    | 2002. január 20.     | 20   | 9   | 7   | 4   | 45    |
| Porto             | portugál | 2002. január 23.     | 2004. május 26       | 127  | 91  | 21  | 15  | 71.65 |
| Chelsea           | angol    | 2004. június 2.      | 2007. szeptember 20. | 185  | 124 | 40  | 21  | 67.03 |
| Internazionale    | olasz    | 2008. június 2.      | 2010. május 28.      | 108  | 68  | 25  | 15  | 62.96 |
| Real Madrid       | spanyol  | 2010. május 31.      | 2013. június 1.      | 178  | 127 | 28  | 23  | 71.35 |
| Chelsea           | angol    | 2013. június 3.      | 2015. december 17.   | 136  | 80  | 29  | 27  | 58.82 |
| Manchester United | angol    | 2016. május 27.      | 2018. december 18.   | 144  | 84  | 31  | 29  | 58.33 |
| Tottenham Hotspur | angol    | 2019. november 20.   | 2021. április 19.    | 86   | 45  | 17  | 24  | 52.33 |
| AS Roma           | olasz    | 2021. július 1.      | 2024. január 16.     | 138  | 68  | 30  | 40  | 49.28 |
| Fenerbahçe        | török    | 2024. június 2.      | jelenlegi            | 56   | 35  | 12  | 9   | 62.5  |
| Összesen          | Összesen | Összesen             | Összesen             | 1189 | 737 | 243 | 209 | 61.98 |